# جورج دبسون
جورج دبسون (انگلیسی: George Dobson؛ زادهٔ ۱۵ نوامبر ۱۹۹۷) بازیکن فوتبال است.